# Low Islands, Nunavut
Low Islands är öar i Kanada.   De ligger i territoriet Nunavut, i den östra delen av landet, 1 600 km norr om huvudstaden Ottawa.